# Amets Txurruka

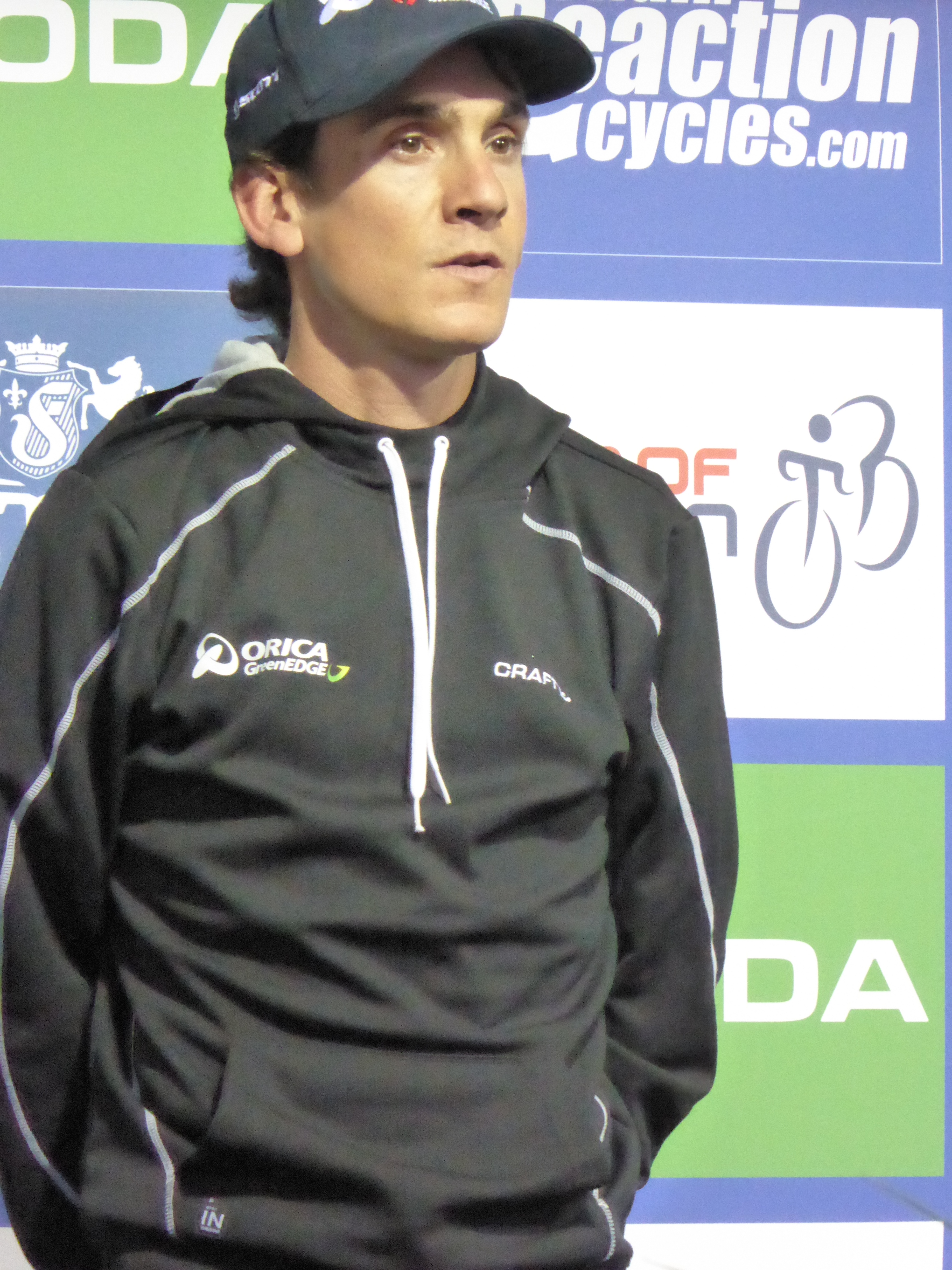
Amets Txurruka no Tour of Britain 2016

Amets Txurruka Ansola (Etxebarria, 10 de novembro de 1982) é um ciclista do País Basco (Espanha).